# CA 티그레
CA 티그레(Club Atlético Tigre)는 아르헨티나 부에노스아이레스주 산페르난도 파르티도의 빅토리아를 연고로 하는 축구 클럽으로, 1902년 8월 3일 인근 지역인 티그레 시에서 창단되었다.

## 역사
2007년 아페르투라는 이 클럽 역사상 최고의 시즌을 보내며 프리메라 디비시온 2위까지 올랐다. 그 이전까지는 1955년의 6위(당시 1부 리그는 총 16개 팀)가 최고 성적이었다. 사실 지금까지 티그레가 1부 리그에서 활약했던 시즌은 1931-33년, 1935-42년, 1946-50년, 1954-58년, 1968년, 1980년, 그리고 2007년부터이다.
3부 리그인 프리메라 B 메트로폴리타나까지 떨어졌던 티그레는 2004/05 시즌 리카르도 카루소 롬바르디를 감독으로 선임하면서 급격히 성적을 내며 승격하기 시작했다. 2006년 스타 플레이어 출신 신임 감독 디에고 카냐를 맞이한 티그레는 2007년 프로모시온에서 누에바 치카고를 누르며 프리메라 디비시온까지 승격하였고, 클럽 역사상 최고의 시즌을 보내며 1부리그 잔류를 넘어 2위에 오르는 기적을 연출했다. 그중에는 리버 플레이트를 4-1로 이기는 경기도 있었다. 비록 아르헨티노스 주니어스에게 지면서 아페르투라 우승컵을 라누스에게 넘겨주긴 했지만, 그들은 클럽 역사에 길이남을 시즌을 만들었다.
티그레는 2008 아페르투라에서도 산로렌소, 보카 주니어스와 함께 승점 39점으로 공동 1위에 올라, 삼자간 캄페온 결정전까지 진출, 1승 1패를 거두었으나 골득실차로 아쉽게 준우승에 머물렀다. 하지만, 이로써 티그레는 프리메라 디비시온에 안정적으로 정착하였음을 과시할 수 있었다.

## 우승 기록
- 2007년 - 아페르투라(Apertura) 준우승
- 2008년 - 아페르투라(Apertura) 준우승

#### 프리메라 B 나시오날: 3회
- 1945년
- 1953년
- 1979년

#### 프리메라 B 메트로폴리타나: 3회
- 1994년 - 클라우수라
- 2004년 - 아페르투라
- 2005년 - 클라우수라

## 선수 명단

### 현역
참고: FIFA 자격 규정에 따라 소속된 국가대표팀 국기를 표시합니다. 선수는 복수의 FIFA 비회원국 국적을 가지고 있을 수 있습니다.
| 번호 | 포지션 | 국적       | 이름          |
| ---- | ------ | ---------- | ------------- |
| 7    | DF     | 베네수엘라 | 에릭 라미레즈 |

| 번호 | 포지션 | 국적     | 이름            |
| ---- | ------ | -------- | --------------- |
| 28   | FW     | 파라과이 | 로메오 베니테스 |

## 역대 감독
| 감독              | 임기        |
| ----------------- | ----------- |
| 네스토르 고로시토 | 2012 ~ 2013 |
| 구스타보 알파로   | 2014 ~ 2015 |
| 마우로 카모라네시 | 2016        |
| 페드로 트로글리오 | 2016        |
| 네스토르 고로시토 | 2019 ~ 2020 |
| 네스토르 고로시토 | 2024        |

## 참고
1. ↑  Juan Manuel Lagares (2007년 12월 2일). “Tigre no pudo con Argentinos, pero nadie le quita su gran campaña” (스페인어). Clarín. 2008년 1월 16일에 원본 문서에서 보존된 문서. 2008년 1월 24일에 확인함.

틀:CA 티그레 선수 명단